# باغ تی چنگ
 تی چنگ، روستایی از توابع بخش مرکزی  شهرستان جهرم در استان فارس ایران است.

## جمعیت
این روستا در دهستان جلگاه قرار دارد و بر اساس سرشماری عمومی نفوس و مسکن (۱۳۹۵)، جمعیت آن حدود شش خانوار بوده‌است.